# Goryphus disgregus
Goryphus disgregus är en stekelart som först beskrevs av Tosquinet 1903.  Goryphus disgregus ingår i släktet Goryphus och familjen brokparasitsteklar. Inga underarter finns listade i Catalogue of Life.